# Tyias Browning
Tyias Charles Browning (Liverpool, Inglaterra, Reino Unido, 27 de mayo de 1994) es un futbolista chino que juega en la posición de defensa en el Shanghái Port de la Superliga de China.

## Trayectoria
Se unió a la cantera del Everton a los 10 años, y en el año 2012 empezó a formar parte del primer equipo. En enero de 2014 fue cedido al Wigan, solo por ese mes. Allí tuvo su debut profesional el 11 de enero ante AFC Bournemouth, en un encuentro por la Championship. Su primer partido en Premier League fue ante el tradicional rival Liverpool, en el duelo conocido como Derbi de Merseyside, el 27 de setiembre del mismo año. En dicho partido sustituyó a Tony Hibbert en el minuto 73.

## Selección nacional
Fue internacional en categorías inferiores con Inglaterra y llegó a disputar cinco encuentro con la selección sub-21.
En 2019 consiguió la nacionalidad china y en mayo de 2021 hizo su debut con la selección absoluta de este país. En enero de 2024 participó en la Copa Asiática 2023.

### Participaciones en Copa Asiática
| Copa               | Sede  | Resultado    | Partidos | Goles |
| ------------------ | ----- | ------------ | -------- | ----- |
| Copa Asiática 2023 | Catar | Primera fase | 3        | 0     |

## Clubes
| Club                             | País       | Año       |
| -------------------------------- | ---------- | --------- |
| Everton F. C.                    | Inglaterra | 2014-2019 |
| Wigan Athletic F. C. (cedido)    | Inglaterra | 2014      |
| Preston North End F. C. (cedido) | Inglaterra | 2017      |
| Sunderland A. F. C. (cedido)     | Inglaterra | 2017-2018 |
| Guangzhou F. C.                  | China      | 2019-2022 |
| Shanghái Port                    | China      | 2022-     |

## Palmarés

### Títulos nacionales
| Título             | Club                        | País  | Año  |
| ------------------ | --------------------------- | ----- | ---- |
| Superliga de China | Guangzhou Evergrande Taobao | China | 2019 |
| Superliga de China | Shanghái Port               | China | 2023 |
| Superliga de China | Shanghái Port               | China | 2024 |
| Copa de China      | Shanghái Port               | China | 2024 |